# Dolor en invertebrados

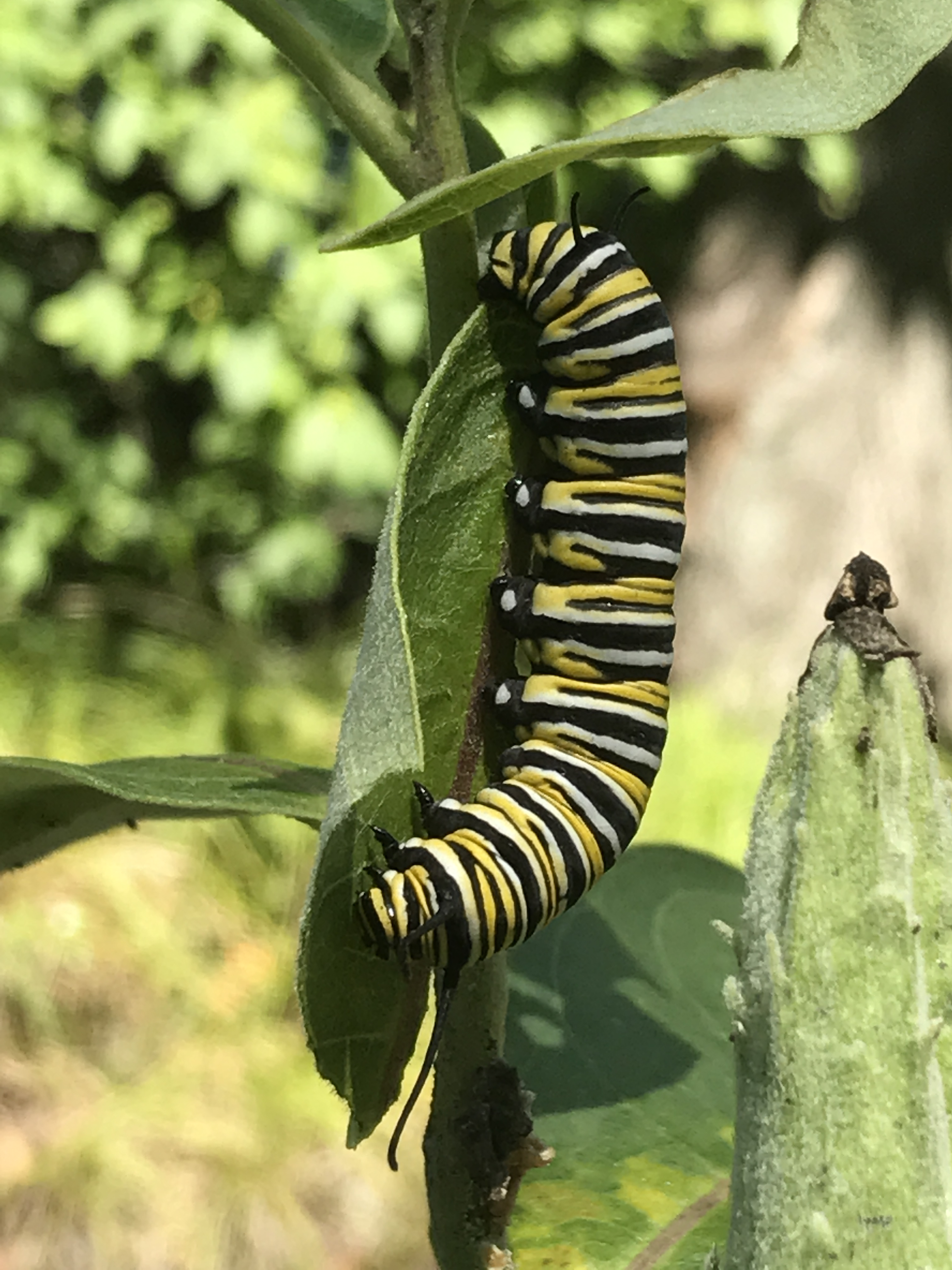
Oruga de mariposa monarca (Danaus plexippus) en Asclepias.

El dolor en invertebrados es una cuestión polémica. Aunque existen numerosas definiciones de dolor, casi todas implican dos componentes clave. En primer lugar, se requiere nocicepción. Esta es la capacidad de detectar estímulos nocivos que evoca una respuesta refleja que mueve al animal, o a la parte afectada de su cuerpo, lejos de la fuente del estímulo. El concepto de la nocicepción no implica, una 'sensación' subjetiva adversa, sino que se trata de una acción refleja. 
El segundo componente es la experiencia de dolor en sí misma, o sufrimiento, es decir, la interpretación emocional de la experiencia nociceptora. Por lo tanto, el dolor es una experiencia privada, emocional. El dolor no se puede medir directamente en otros animales, incluyendo otros seres humanos; las respuestas a estímulos dolorosos pueden medirse supuestamente, pero no la propia experiencia. Para tratar esta cuestión en lo relativo a la capacidad de otras especies para experimentar dolor, se utiliza un argumento por analogía. Este se basa en el principio de que, si un animal responde a un estímulo de una manera similar a los humanos, es probable que haya tenido una experiencia análoga. Chris Sherwin, de la Universidad de Brístol, utiliza esta línea de razonamiento a la pregunta de si los invertebrados tienen la capacidad de sufrir. Sostiene que si un alfiler se clava en un dedo del chimpancé, y retira la mano rápidamente, el argumento por analogía implica que el chimpancé, al igual que los humanos, sintió dolor. ¿Por qué motivo entonces, se pregunta Sherwin, no se sigue la deducción de que una cucaracha experimenta dolor cuando se retuerce al ser pinchada con un alfiler? Este argumento por analogía ha sido replanteado por Rob Elwood, de la Universidad Queen's de Belfast
La capacidad de experimentar la nocicepción ha sido sujeta a la selección natural y ofrece la ventaja de reducir los daños futuros al organismo. Si bien se podría esperar, por lo tanto, que la nocicepción está extendida y es robusta, lo cierto es que varía en función de la especie. Por ejemplo, la capsaicina química se usa de manera habitual como un estímulo nocivo en experimentos con mamíferos; sin embargo, el roedor Heterocephalus glaber, una especie peculiar que carece de neuropéptidos relacionados con el dolor (por ejemplo, la sustancia P) en fibras sensibles cutáneas, muestra una falta única y remarcable de comportamientos relacionados con el dolor al ácido y la capsaicina. Algo similar ocurre con los nociceptores desencadenadores de capsaicina en algunos invertebrados, pero esta sustancia no es perjudicial para la Drosophila melanogaster.
Los criterios que pueden indicar un potencial para experimentar el dolor incluyen:
1. Tener un sistema nervioso apropiado y receptores
2. Cambios fisiológicos a los estímulos perjudiciales
3. Desplegar reacciones motoras protectoras que podrían incluir el uso reducido de un área afectada
4. Tener receptores opioides y mostrar respuestas reducidas a los estímulos perjudiciales cuando se dan analgésicos y anestésicos locales
5. Mostrar compensaciones entre la evitación de estímulos y otros requisitos motivadores
6. Mostrar carencia de aprendizaje
7. Alta capacidad cognitiva y sintiencia